# Brudet
Brudet, brodet o brodeto es un guiso de pescado elaborado en las regiones croatas de Dalmacia, Kvarner e Istria, así como a lo largo de la costa de Montenegro; el brodetto di pesce, o simplemente brodetto (broeto en lingua véneta, Brudèt ad pès en dialecto romañol, el brudèt en fanese, el brudettu en Portorecanatese, lu vrëdètte en Sambenedettese, lu vredòtte en dialecto Giulianova, u 'Bredette en Terre en dialecto vastese) es el plato estrella de casi todas las ciudades costeras del Adriático italiano (famosos son los guisos de pescado de la laguna veneciana, Romagna, Marche, Abruzzo y Molise). 
Consiste en varios tipos de pescado guisado con especias, verduras y vino tinto o blanco, o incluso vinagre y el aspecto más importante del brudet es su sencillez de preparación y el hecho de que se prepara típicamente. en una sola olla. Se suele servir con polenta o pan tostado que empapa el caldo de pescado, mientras que otras recetas lo sirven con patatas o pan. Los brudets pueden variar significativamente en estilo, composición y sabor, dependiendo de los tipos de ingredientes y estilos de cocción utilizados.